# جيمس إف. هولاند
جيمس إف. هولاند (بالإنجليزية: James F. Holland)‏ هو عالم أورام وطبيب أمريكي، ولد في 25 مايو 1925 في موريستاون في الولايات المتحدة، وتوفي في 20 مارس 2018 في سكيرديل في الولايات المتحدة.